# Ctenosauriscidae
Taxon Ctenosauriscidae je čeledí poměrně velikých archosaurů z řádu Rauisuchia, kteří žili po boku dinosaurů v období spodního až pozdního triasu (zhruba před 240-200 miliony let). Všichni zástupci této skupiny měli vyvinutou charakteristickou, rozměrnou hřbetní "plachtu". Současné fylogenetické analýzy je většinou řadí do blízkosti čeledi Poposauridae.

## Zástupci
- Arizonasaurus
- Bromsgroveia
- Ctenosauriscus
- Hypselorhachis
- Lotosaurus